# Евро-3

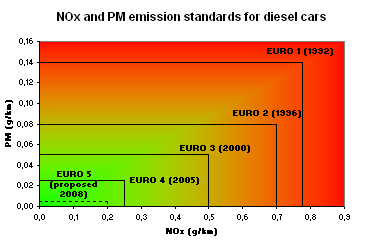
Ограничения, накладываемые на дизельные автомобили

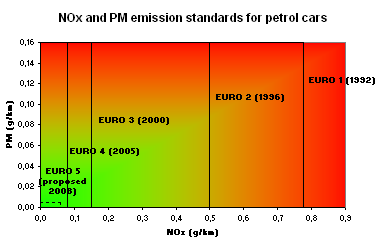
Ограничения, накладываемые на бензиновые автомобили. До введения стандарта Евро-5 выбросы сажи не учитывались

Евро-3 — экологический стандарт, регулирующий содержание вредных веществ в выхлопных газах транспортных средств с дизельными и бензиновыми двигателями. Был введён в Евросоюзе в 1999 году и заменён стандартом Евро-4 в 2005 году.
Все транспортные средства, произведённые в России или ввезённые в Россию, начиная с 1 января 2008 года должны удовлетворять требованиям стандарта Евро-3. В Казахстане стандарт принят 1 января 2013 года, в Азербайджане — 1 июля 2012 года.

## Применение стандарта

### Москва
В соответствии с Постановлением Правительства Москвы № 90-ПП от 04.03.2014 года «О внесении изменений в постановление Правительства Москвы от 22 августа 2011 г. N 379-ПП», с 1 сентября 2015 года запрещен въезд в город Москву грузовых транспортных средств не отвечающих нормам экологического класса Евро-2 — в пределах Московской кольцевой автодороги (МКАД), экологического класса Евро-3 — в пределах Третьего транспортного кольца (ТТК). Ответственность за данное нарушение предусматривает административную ответственность в виде штрафа в размере 5000 рублей, либо лишение права управления транспортными средствами от 3 до 6 месяцев. Данные меры реализованы в целях улучшения экологической обстановки в городе Москве и уменьшения выбросов вредных (загрязняющих) веществ в атмосферный воздух.

## Переоборудование под Евро-3
Для приведения всего автомобильного парка в соответствие с нормами экологического стандарта Евро-3, государственным учреждениям и частным предпринимателям Правительство Москвы установило срок до 1 сентября 2016 года. За это время все заинтересованные лица должны подтвердить экологический класс, либо произвести соответствующее переоборудование под Евро-3 с одновременным внесением сведений об экологическом классе транспортного средства в регистрационных подразделениях МРЭО ГИБДД. Модификация автомобиля, удовлетворяющего экологическому стандарту Евро-2 и ниже, под стандарт Евро-3 обычно приводит к изменению системы выпуска и системы управления двигателем автомобиля (ЭСУД).